# Brachythecium indicopopuleum
Brachythecium indicopopuleum är en bladmossart som beskrevs av Hugh Neville Dixon 1926. Brachythecium indicopopuleum ingår i släktet gräsmossor, och familjen Brachytheciaceae. Inga underarter finns listade i Catalogue of Life.